# Formica gagates
Formica gagates (лат.) — вид средних по размеру муравьёв подрода Serviformica рода Формика (Formica) из подсемейства Formicinae.

## Распространение
Европа и Северная Азия (в том числе, Карпаты, Донбасс, Крым, Кавказ, Турция и Китай). Южная Россия: Краснодарский край и Ростовская область.

## Описание
Длина тела одноцветных буровато-чёрных рабочих муравьёв около 5 мм. Тело блестящее. Эпинотум в профиль округлый. Телосложение плотное, как у рыжих лесных муравьёв Formica rufa. Затылочный край головы и нижняя сторона головы без отстоящих волосков. Тергиты брюшка с обильным прилегающим опушением. Муравейники почвенные, малозаметные, без наземных куполов или холмиков. Основание новых семей происходит независимым способом: молодые оплодотворённые самки самостоятельно основывают новые колонии.

## Генетика
Диплоидный набор хромосом самок и рабочих 2n = 54 (у самцов гаплоидный n = 27).

## Систематика
Данный вид относится к подроду Serviformica, включающему самых примитивных представителей рода Формика (Formica). Вид был впервые описан в 1993 году французским энтомологом Пьером Андре Латрейлем по рабочим и самкам из Франции. Самцы были описаны в 1855 году.

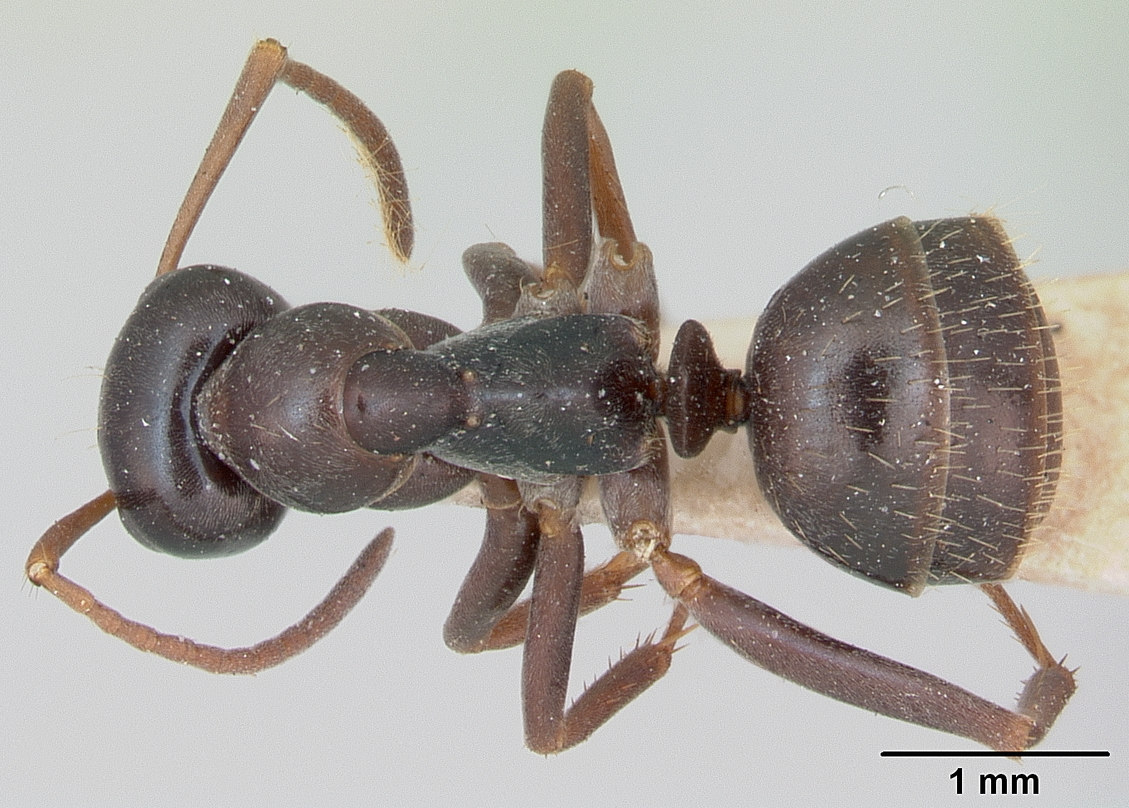
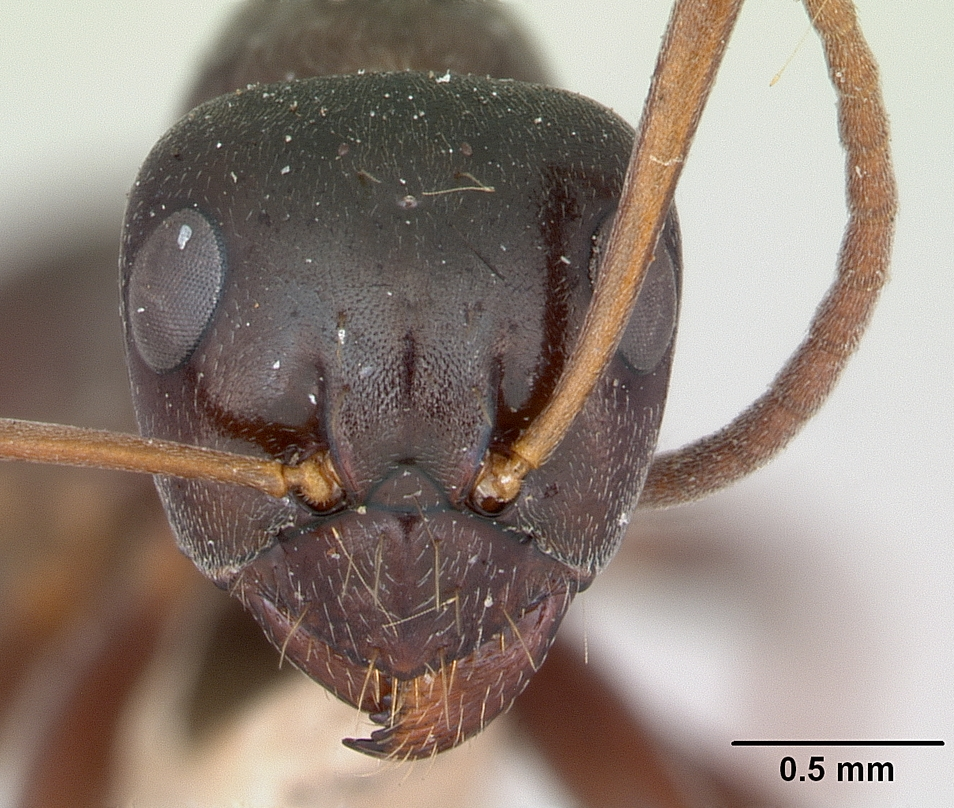